# Algorós
Algorós és una pedania d'Elx, al País Valencià.
Té una població de 619 habitants (INE 2015), dedicada majoritàriament a l'agricultura. Manca de nucli urbà i els seus habitatges es troben dispersats amb baixa densitat demogràfica. Algunes indústries sabateres s'han instal·lat en el seu sòl per bones comunicacions que hi té però amb l'actual crisi del calçat es troben en declivi.